# Elfen Lied
Elfen Lied (japanska: エルフェンリート, Erufen Rīto) är en japansk manga och animeserie som handlar om en mystisk och dödlig avart av behornade människor, så kallade dicloner, samt förstörelsen de orsakar bland mänskligheten. Fokuset förändras dock från att beskriva diclonernas skrämmande sidor till att skildra de mörkare sidorna av människans natur ju längre serien fortskrider.
Ursprungligen var Elfen Lied en manga, skapad av Lynn Okamoto, och publicerades som följetong i tidningen Weekly Young Jump från 2002 och fram till dess tolfte volym, 2005. Senare skapades en anime av den ofullbordade mangan, vilket orsakade att handlingen skiljer sig mellan de två versionerna. Animen sändes för första gången i Japan år 2004, det första avsnittet sändes 25 juli och det sista avsnittet sändes 17 oktober. En fristående episod sändes 21 april 2005 för att tillhandahålla vidare information om bakgrundshistorien.
Namnet Elfen Lied är taget efter den tyska poeten Eduard Mörikes dikt Elfenlied (Älvosång eller Alvsång). Elfen Lied uttalas [ɛlfənn liːt].
Både mangan och animen innehåller en hel del sadism, våld, blod och nakenhet. Serien tar även upp mycket känsliga samhällsproblem som mobbning, utanförskap och pedofili på ett mycket exponerande och medvetet obehagligt sätt. I USA rekommenderas animen från arton års ålder av utgivaren ADV Films.
Serien är inte utgiven i Sverige. Den finns i region 2-utgåva på DVD i Tyskland, Storbritannien, Spanien och Frankrike med motsvarande språkdubbningar inkluderade.

## Huvudpersoner
| Karaktär  | Japansk röst    |
| Lucy/Nyuu | Kobayashi Sanae |
| Nana      | Matsuoka Yuki   |
| Kouta     | Suzuki Chihiro  |
| Yuka      | Noto Namiko     |
| Mayu      | Hagiwara Emiko  |
| Kurama    | Hosoi Osamu     |
| Bando     | Nakata Joji     |

## Anime

### Avsnitt
Animen har tretton avsnitt.
1. Begegnung - 邂逅 - Change Meeting
2. Vernichtung - 掃討 - Cleaning Up
3. Im Innersten - 胸裡 - Deep Feelings
4. Aufeinandertreffen - 触撃 - Touching Strike
5. Empfang - 落掌 - Receipt
6. Herzenswärme - 衷情 - Innermost Feelings
7. Zufällige Begegnung - 際会 - Confrontation
8. Beginn - 嚆矢 - The Beginning
9. Schöne Erinnerung - 追憶 - Reminiscence
10. Säugling - 嬰児 - Infant + RainShower
11. Vermischung - 錯綜 - Complication
12. Taumeln - 泥濘 - Quagmire
13. Erleuchtung - 不還 - No Return